# Tanaella prolixcauda
Tanaella prolixcauda is een naaldkreeftjessoort uit de familie van de Tanaellidae. De wetenschappelijke naam van de soort is voor het eerst geldig gepubliceerd in 2004 door Larsen & Heard.